# 玄祐寺
玄祐寺（げんゆうじ）は、静岡県静岡市葵区川合にある日蓮宗の寺院。山号は向陽山。旧本山は池田本覚寺。

## 歴史
慶長11年（1606年）大乗院日讃（駿河国興津出身）を開山に水無に住む渡辺源右衛門常慶が徳川家康から拝領した土地に堂を建立し寄進したのが起源である。嘉永7年（1854年）11月4日の安政大地震で堂宇を大破した。現在の本堂は元治元年（1864年）日論の代に再建されたもの。

## 境内
- 本堂

## 歴代
- 大乗院日讃（開山）
- 日潤（9世、中興開山）

## 交通アクセス
- 川合バス停より徒歩4分

## 関連資料
- 日蓮宗寺院大鑑編集委員会『宗祖第七百遠忌記念出版 日蓮宗寺院大鑑』 大本山池上本門寺 (1981年)